# 佳富線
佳富線（かふせん、中国語: 佳富铁路）は中華人民共和国の中国国鉄の鉄道路線である。 黒竜江省ジャムス市の東ジャムス駅と同双鴨山市の双鴨山駅を結ぶ全長72.57kmの路線である。

## 概要
双鴨山地域の炭鉱開発のために1943年に日本軍が測量を開始し、翌1944年に着工されたが、第二次世界大戦における日本の降伏により建設工事が中断された。1947年3月に工事が再開され、同年11月に全線完成、翌1948年1月1日に開業した。中華人民共和国成立後の1974年には当線の事実上の延伸線である福前線が着工され、1978年に開業した。双鴨山市は炭鉱の街であり、双鴨山駅から先には双鴨山鉱務局が管理する双鴨山煤鉱線がある。